# Ctenocella alba
Ctenocella alba är en korallart som först beskrevs av Thomson och Henderson 1906.  Ctenocella alba ingår i släktet Ctenocella och familjen Ellisellidae. Inga underarter finns listade i Catalogue of Life.